# Zebop!
Albums de Santana
The Swing of Delight
(1980) Shangó
(1982)
Singles
1. Winning
Sortie : avril 1981
2. Sensitive Kind
Sortie : août 1981
3. Changes
Sortie : 1981
4. Searchin'
Sortie : 1981
5. I Love You Much too Much
Sortie : 1981

Zebop! est le 12e album studio du groupe rock latino Santana. Il est sorti le 29 avril 1981 sur le label CBS Records en Europe et Columbia Records en Amérique du Nord. Il a été produit par Carlos Santana, Bill Graham et Keith Olsen. L'album a connu plusieurs sorties ainsi que différentes couleurs de fond pochette notamment rouge et rose.
Erreur de transcription des paroles:
Dans la version originelle du vinyle, une erreur de transcription des paroles chantées apparaît sur la 5eme piste de la face A: "Over And Over"
En effet, alors que le groupe chante:
Now it's time to walk out the door - 
I'm looking ahead now - 
It's been all said now - 
Time to be moving on
Lors de la retranscription, les 2nde et 3eme strophes ont été inversées

## Liste des titres
Face 1
| No | Titre                                 | Auteur                                                                | Durée |
| -- | ------------------------------------- | --------------------------------------------------------------------- | ----- |
| 1. | Changes                               | Cat Stevens                                                           | 4:28  |
| 2. | E Papa Ré                             | Santana, Richard Baker, David Margen, Orestes Vilató, Alex Ligertwood | 4:32  |
| 3. | Primera Invasion (titre instrumental) | Santana, Graham Lear, Margen, Alan Pasqua                             | 2:08  |
| 4. | Searchin'                             | Santana, Ligertwood, Chris Solberg                                    | 3:55  |
| 5. | Over and Over                         | Rick Meyers                                                           | 4:49  |
| 6. | Winning                               | Russ Ballard                                                          | 4:11  |

Face 2
| No  | Titre                                         | Auteur                              | Durée |
| --- | --------------------------------------------- | ----------------------------------- | ----- |
| 7.  | Tales of Kilimandjaro (titre instrumental)    | Santana, Pasqua, Peraza, Raul Rékow | 3:25  |
| 8.  | The Sensitive Kind                            | JJ Cale                             | 3:33  |
| 9.  | American Gypsy                                | Ballard, Lear, Ligertwood           | 3:37  |
| 10. | I Love You Much Too Much (titre instrumental) | Olshanetsky, Raye, Towber           | 4:43  |
| 11. | Brightest Star                                | Santana, Ligertwood                 | 4:50  |
| 12. | Hannibal                                      | Santana, Ligertwood, Pasqua, Rékow  | 3:43  |

## Musiciens
- Carlos Santana : guitares, percussions, chœurs
- Alex Ligertwood : chant, chœurs
- Richard Baker : piano, orgue, synthétiseurs
- David Margen : basse
- Graham Lear : batterie
- Orestes Vilató : timbales, percussions, chœurs
- Raul Rékow : congas, percussion, chœurs
- Armando Peraza : bongos, percussion
- Alan Pasqua : claviers, chœurs
- Chris Solberg : guitare rythmique et chœurs sur Primera Invasion, Searchin et Winning

## Charts et certifications

### Album
Charts
| Pays             | Durée du classement | Meilleur classement | Date          |
| ---------------- | ------------------- | ------------------- | ------------- |
| Allemagne        | 21 semaines         | 21e                 | 25 mai 1981   |
| Autriche         | 6 semaines          | 12e                 | 15 juin 1981  |
| Canada           | 13 semaines         | 16e                 | 27 juin 1981  |
| États-Unis       | 32 semaines         | 9e                  | 13 juin 1981  |
| France           | 48 semaines         | 2e                  | 17 avril 1981 |
| Italie           | -                   | 25e                 | 1981          |
| Norvège          | 23 semaines         | 3e                  | 27 avril 1981 |
| Nouvelle-Zélande | 7 semaines          | 23e                 | 14 juin 1981  |
| Pays-Bas         | 7 semaines          | 20e                 | 9 mai 1981    |
| Royaume-Uni      | 4 semaines          | 33e                 | 18 mai 1981   |
| Suède            | 5 semaines          | 9e                  | 24 avril 1981 |

Certifications
| Pays       | Certification | Ventes      | Date            |
| ---------- | ------------- | ----------- | --------------- |
| États-Unis | Platine       | 1 000 000 + | 5 novembre 1999 |
| France     | Or            | 100 000 +   | 1981            |

### Singles
| Single                     | Chart                  | Durée du classement | Position | Date            |
| -------------------------- | ---------------------- | ------------------- | -------- | --------------- |
| Winning                    | Hot 100                | 18 semaines         | 17e      | 18 juillet 1981 |
| Winning                    | Mainstream Rock Tracks | 18 semaines         | 2e       | 23 mai 1981     |
| Winning                    | RPM Top Singles        | 20 semaines         | 18e      | 4 juillet 1981  |
| Searchin'                  | Mainstream Rock Tracks | 12 semaines         | 26e      | 16 mai 1981     |
| The Sensitive Kind         | Hot 100                | 8 semaines          | 56e      | 29 août 1981    |
| Changes                    | Mainstream Rock Tracks | 3 semaines          | 45e      | 11 juillet 1981 |
| Changes                    | Top 100                | 2 semaines          | 67e      | 1er mai 1981    |
| I Love You Much Too Much ' | Top 100                | 12 semaines         | 35e      | 15 mai 1981     |